# Ausgleichende Gerechtigkeit
Die ausgleichende Gerechtigkeit ist ein Unterbegriff der Gerechtigkeit und beschreibt gemäß der Nikomachischen Ethik von Aristoteles Rechtsbeziehungen zwischen Gleichgeordneten. Im Gegensatz hierzu steht die „austeilende / verteilende / dianemetische / distributive Gerechtigkeit“, welche die Rechtsbeziehungen zwischen Ungleichen (zum Beispiel dem Staat und den Bürgern) beschreibt.
Aristoteles unterscheidet bei der ausgleichenden Gerechtigkeit weiterhin zwischen
- „austauschende oder kommutative Gerechtigkeit“ (iustitia commutativa) in freiwilligen Vertragsbeziehungen (z. B. Kauf, Verkauf, Darlehen, Bürgschaft, Nutznießung, Deposition, Miete)
- „wiederherstellende oder korrektive Gerechtigkeit“ (iustitia regulativa sive correctiva) in unfreiwilligen Verkehrsbeziehungen (z. B. Diebstahl, Raub, Freiheitsberaubung, Misshandlung, Totschlag, Mord, Ehebruch)

Während die austeilende Gerechtigkeit eine geometrische Proportionalität zum Maßstab hat (Verteilung nach Anspruch, Würde oder Verdienst), hat die ausgleichende Gerechtigkeit eine arithmetische Proportionalität zum Maßstab (ohne Ansehen der Person).